# Piero Andreoli
Piero Andreoli (Verona, 2 novembre 1911 – Verona, 16 giugno 1984) è stato un calciatore e allenatore di calcio italiano, di ruolo centrocampista.

## Carriera
Giocò fino al 1931 col Dopolavoro Lonigo. Ha disputato sei campionati di Serie A con le maglie di Lucchese e Bologna, per complessive 121 presenze e 21 reti. Con i rossoblu si è aggiudicato due scudetti, il primo (stagione 1938-1939) da rincalzo (2 presenze ed una rete), il secondo (stagione 1940-1941) scendendo in campo con più regolarità (22 presenze e 7 reti).
Ha inoltre totalizzato 132 presenze e 35 reti in Serie B nelle file di Verona, Lucchese e Foggia (dove ha ricoperto il doppio ruolo di allenatore-giocatore), aggiudicandosi con la Lucchese il campionato cadetto 1935-1936.

## Palmarès

### Giocatore

#### Competizioni nazionali
- Serie B: 1

Lucchese: 1935-1936
- Campionato italiano: 2

Bologna: 1938-1939, 1940-1941

### Allenatore

#### Competizioni nazionali
- Serie B: 1

Catania: 1953-1954